# Людынь
Людынь (укр. Людинь) — село в Высоцкой сельской общине Сарненского района Ровненской области Украины.
До 2020 года входило в Дубровицкий район.
Население по переписи 2001 года составляло 755 человек. Почтовый индекс — 34123. Телефонный код — 3658. Код КОАТУУ — 5621884301.